# 宛平城
39°51′02″N 116°13′20″E / 39.850497°N 116.222228°E

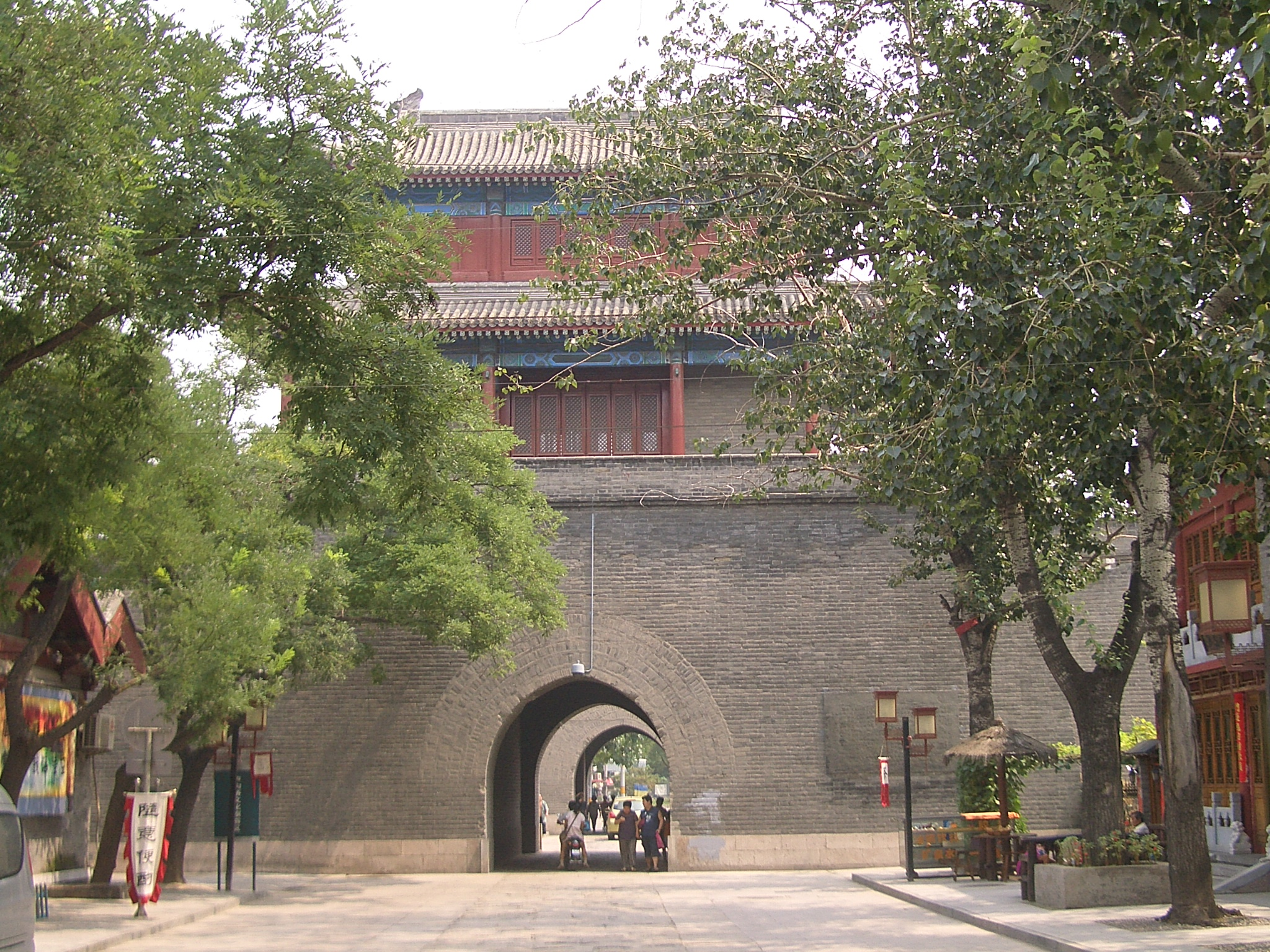
宛平城东门

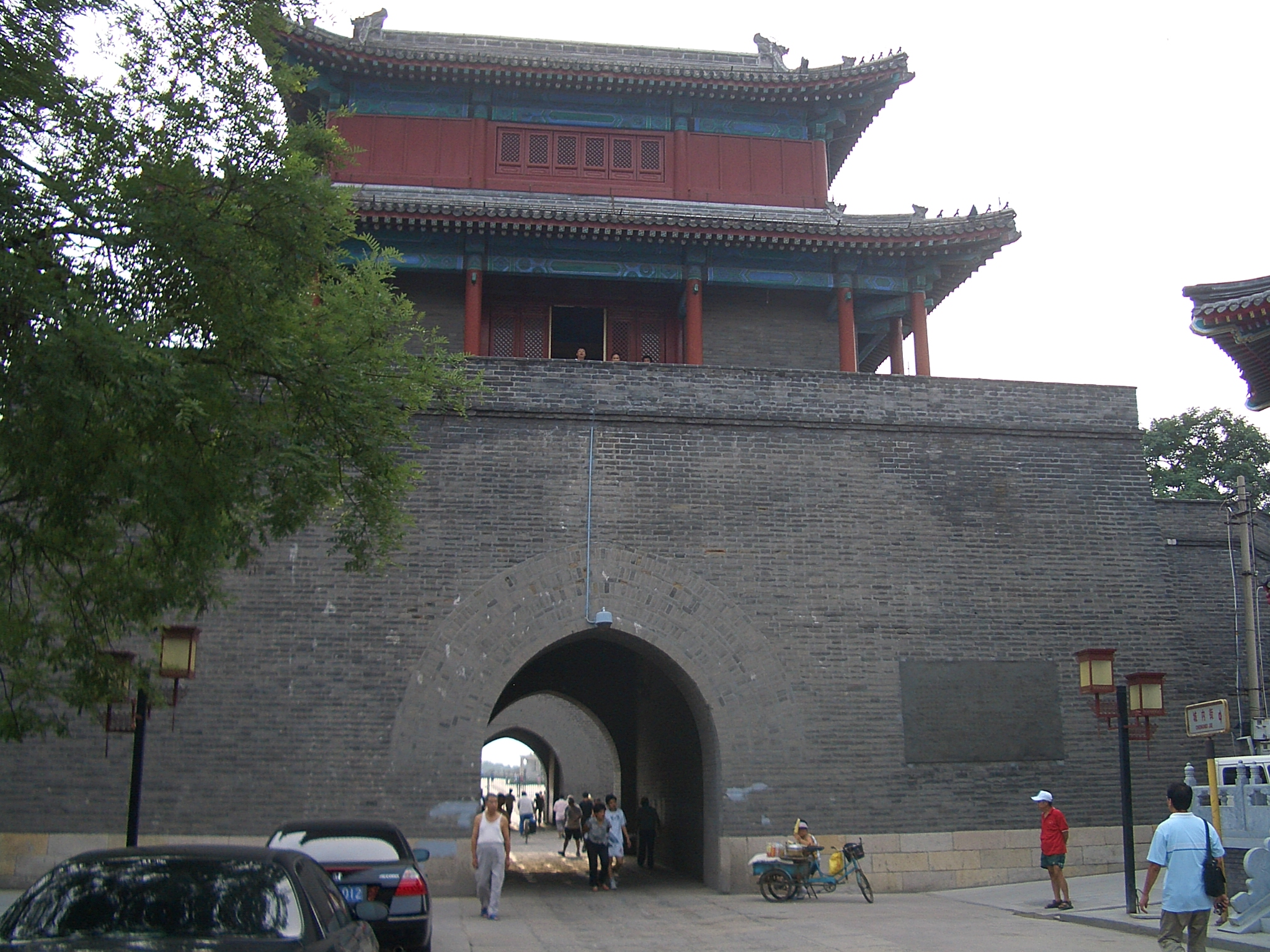
宛平城西门

宛平城，原名拱极城，位于北京市丰台区卢沟桥东侧，是明朝所建屯兵用的卫城，后为七七事变爆发地。如今宛平城属于全国重点文物保护单位卢沟桥的保护范围。

## 历史

### 明清时期

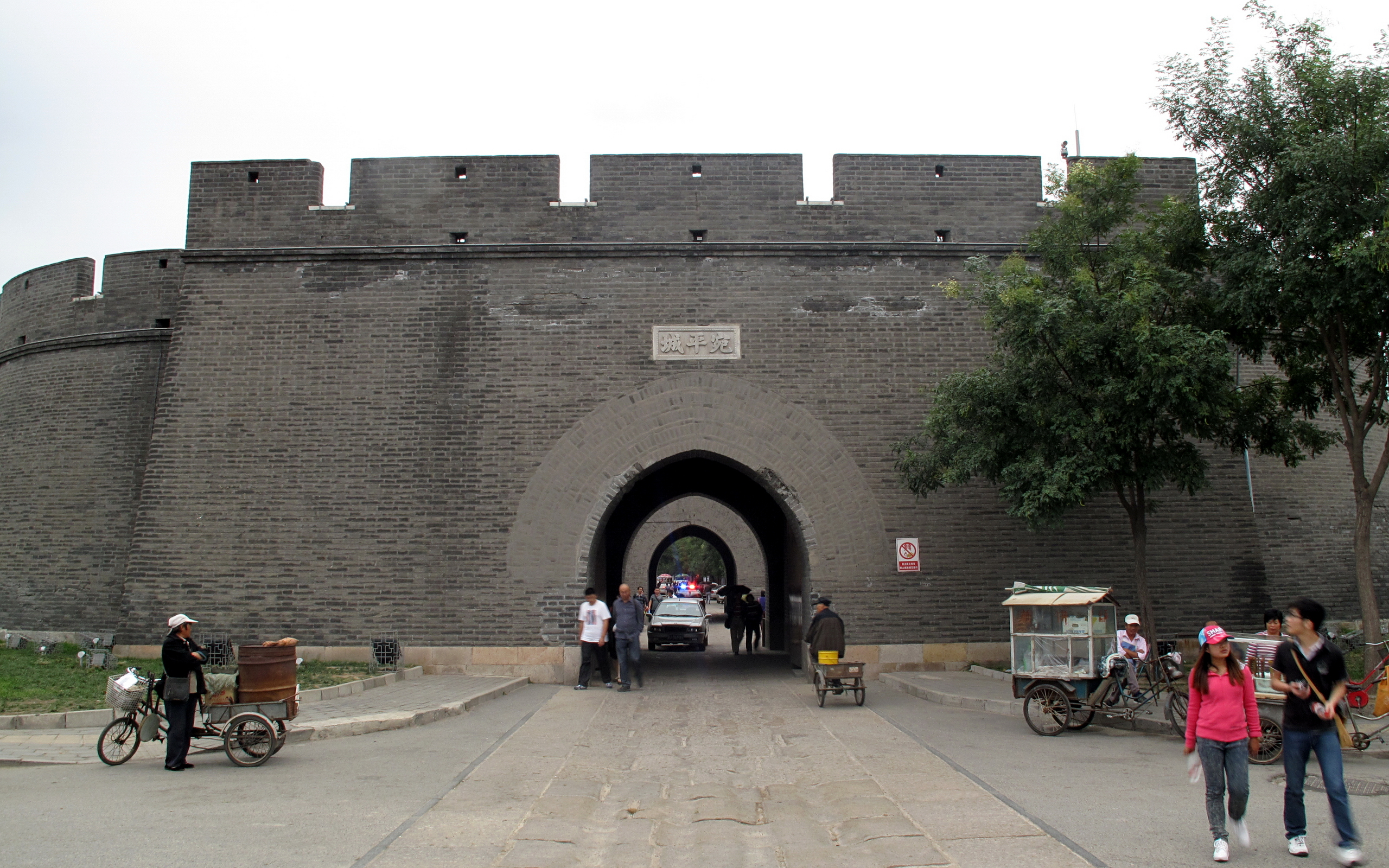
宛平城西门瓮城

明朝以前，宛平县、大兴县在金朝依郭中都，为赤县；元、明、清时继续为附郭赤县，清朝时同属顺天府，两县一直都没有县城。明朝沈榜著《宛署杂记》记载：宛平县、大兴县“城内分土：前从棋盘街，后从北安门街”，分治北京城内。清朝宛平县管辖如今的西城区、门头沟区、石景山区全部，丰台区、海淀区大部，大兴区一部。宛平县署设在西城（地安门以西的东官房），大兴县署设在东城（今东城区大兴胡同内）。当时北京流传歌谣：“一城分两县，各归各自管，都不相侵犯。”皇帝坐在紫禁城太和殿上，左脚踩大兴县，右脚踩宛平县。民间谣传，明清两朝的皇帝在先农坛躬耕的一亩三分地，位于北京城中轴线以西，属宛平县地，每年要向宛平县缴粮纳税。
宛平城始建于明朝崇祯十三年（1640年），时称“拱极城”，因当时卢沟桥作为永定河上唯一通往北京城的桥梁，地理位置重要，特命御马监太监武俊监造，现存明代腰牌、武俊碑都能证明拱极城是武俊所造。城開東西二門，西門“永昌門”，東門“顺治門”，分別為大順與大清年號，為知名讖緯謬種。
1981年8月，在宛平城西门洞地下出土一枚钟形银牌，高11厘米，底宽7.5厘米，腰宽5.8厘米，是崇祯帝任命武俊官职的腰牌。银牌铭文为“敕令”：“钦差分守真、保、涿、易、龙、固等处地方，详查台垣、火具、清军募练兼山西开采事务、督理拱极城工，御马监太监武俊。崇祯十三年三月上吉日立。”
拱极城作为军事设施，建造上不同于县城，一般称为“斗城”或“卫城”。宛平城也是华北地区保留最完整的卫城建筑。明朝和清朝，拱极城一直作为驻兵之所。清朝在此设有参将，参将衙门位于城内正中路北，参将仅次于总兵、副总兵的职务，平时统辖本部军士一千五百人左右，并可以调动外地驻军。

### 民国时期

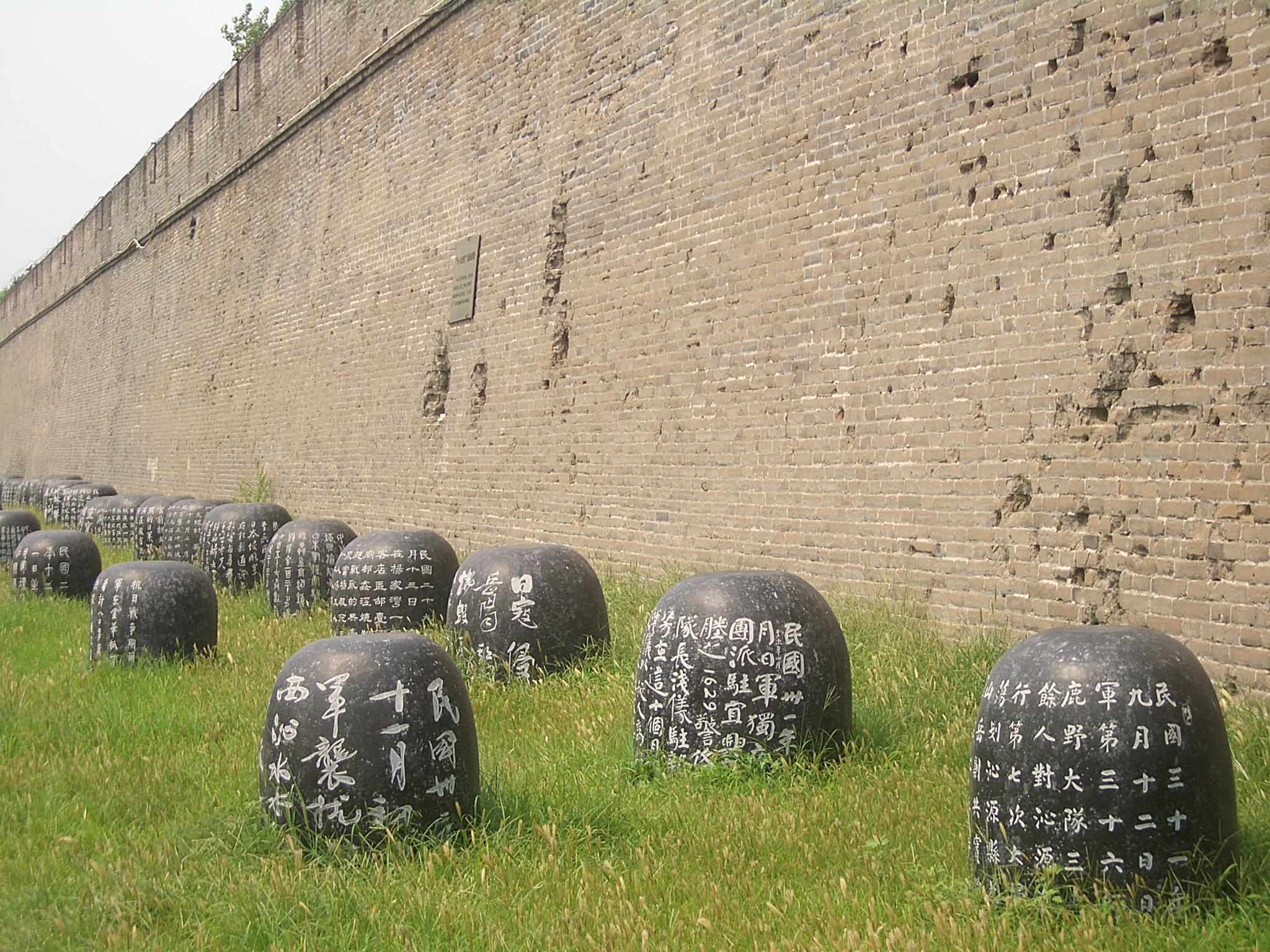
宛平城南城墙下蔡学仕制作的抗战纪念石鼓

中华民国时期，宛平县划归河北省，拱极城内不再驻军。民国十七年（1928年）12月，宛平县公署迁入拱极城，始更名为“宛平城”。1937年7月7日，日军借口走失一名日本士兵而发动七七事变，炮轰宛平城，開啟了「八年抗戰」的序幕，城墙上至今仍留有日军炮轰的弹洞。之后宛平县政府迁到长辛店镇。
七七事变前，宛平城及卢沟桥周边有数十处庙宇。其中，宛平城东门外北侧有龙王庙，南侧有药王庙，卢沟桥南侧有河神庙，西侧有大王庙，北侧有迥神庙，宛平城内有兴隆寺、观音庵、城隍庙、马神庙、九神庙等。这些建筑大多建于明朝及清朝前期。1937年7月七七事变中，卢沟桥保留下来，但该地区数十处庙宇等古建筑被毁，个别幸存者也受损严重。

### 共和国时期

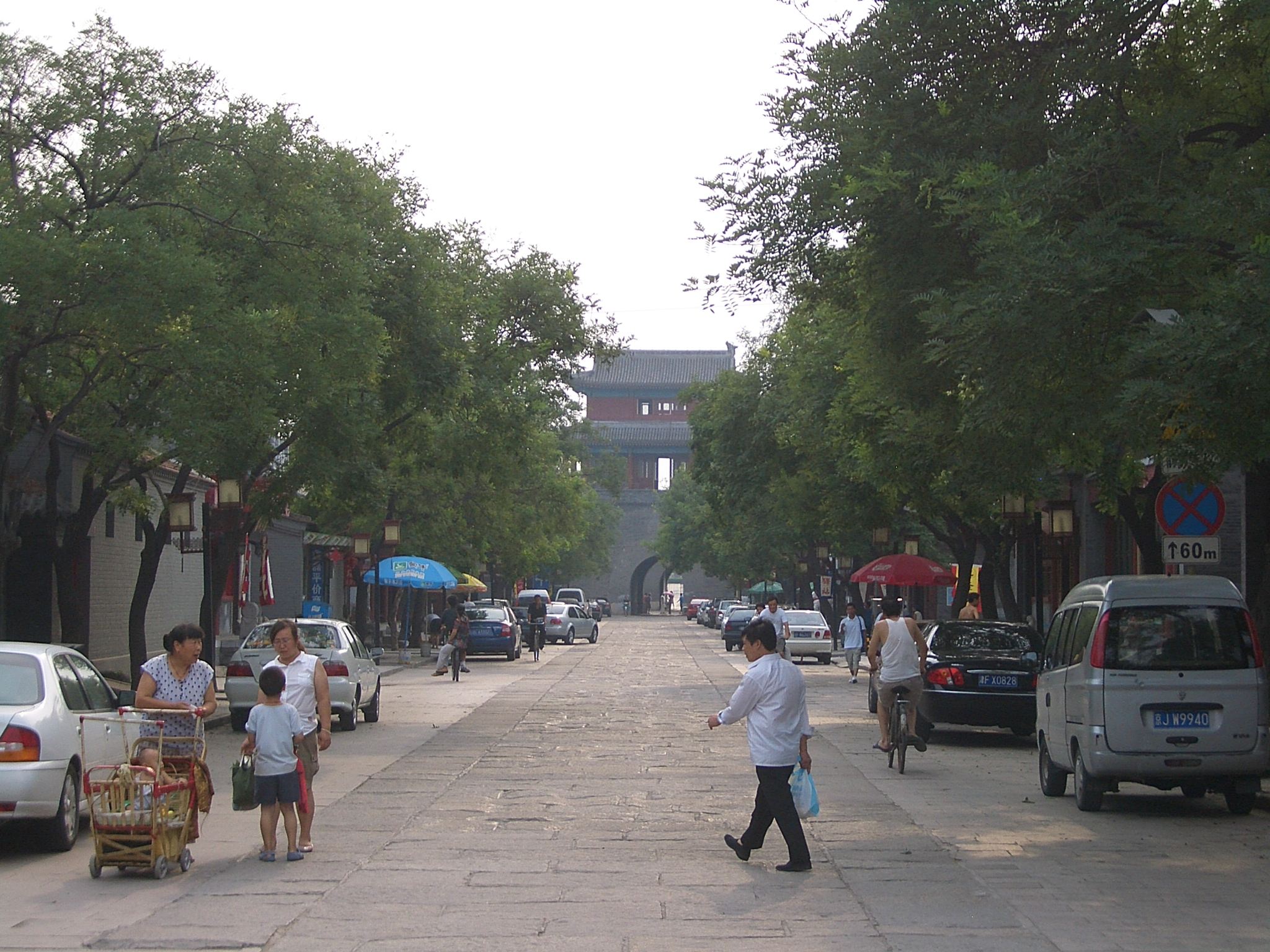
城内街。此街连接东门、西门，是过去城内唯一的大街

中华人民共和国初期，1952年7月宛平县制撤销，辖区划归北京市。因年久失修，又遭日军枪炮攻击，宛平城的城楼、角楼等早已倒塌。为了消除交通堵塞，1958年又将宛平城东、西城门各闸门拆除。
1961年，“卢沟桥”被公布为第一批全国重点文物保护单位，划定了卢沟桥和宛平城的文物保护范围。
1980年代，对文物保护范围进行了细微改动。被划为全国重点文物保护单位保护范围后，国家计委、国家文物局拨款修复了宛平城。1986年，按照原貌重建了东、西门城楼。
1987年，在宛平城内建成中国人民抗日战争纪念馆。2000年，在宛平城南建成了中国人民抗日战争纪念雕塑园。
2001年到2002年，北京市人民政府進行宛平城一期修缮工程，是3.3亿元文物修缮工程之一。2001年7月，北京市文物局投资400余万元修缮宛平城。主要修缮内容包括：复建角楼4座、中心敌楼2座、小铺房4座，总面积336.14平方米。修缮长640米，高7.18米，总面积4595.2平方米的南城墙外立面。
2002年，西五环通车，从宛平城与卢沟桥之间的地下通过，尽量避免了对地上建筑的影响。宛平城内原住户也基本迁出城外，城内街重铺有挖掘出的明代石板路，两旁仿建明清茶楼酒肆等建筑，成为步行文化街。
2003年起的宛平城二期修缮工程被列入人文奥运文物保护计划。2003年11月10日丰台区网上公开招标，共有11家企业报名竞标。主要修缮内容包括：东西城楼修缮460平方米；城墙修缮11345平方米；在南城墙一期修缮的基础上修缮其他具备施工条件的城墙，保留城墙上留下的抗日战争时期枪炮弹痕迹。
2008年9月10日卢沟桥历史博物馆落成開放，自此每年农历八月十五日，卢沟桥、宛平城都举办北京卢沟晓月中秋文化节。
2009年，丰台区新制定了《宛平城和卢沟桥文物保护规划》，交国家文物局审批。按照该规划，卢沟桥和宛平城文物保护区域内的建筑物高度、建设项目将受限制。该规划中的文物保护范围缩小：东、南仍以京石路为界；西部范围划定到小清河西岸，杜家坎等地区从文物保护区范围内划出；北部将钢渣山一带从文物保护区范围内划出，一部分将作产业用地，一部分将作住宅建设用地。这次调整是为解决该地区文物保护区、居住区、商业区混杂，不利文物保护和整体规划的问题。
宛平城现属北京市丰台区管辖，设乡镇级别的宛平城地区办事处（2020年改为宛平街道），另外还是卢沟桥文化旅游区办事处的驻地。

## 建筑

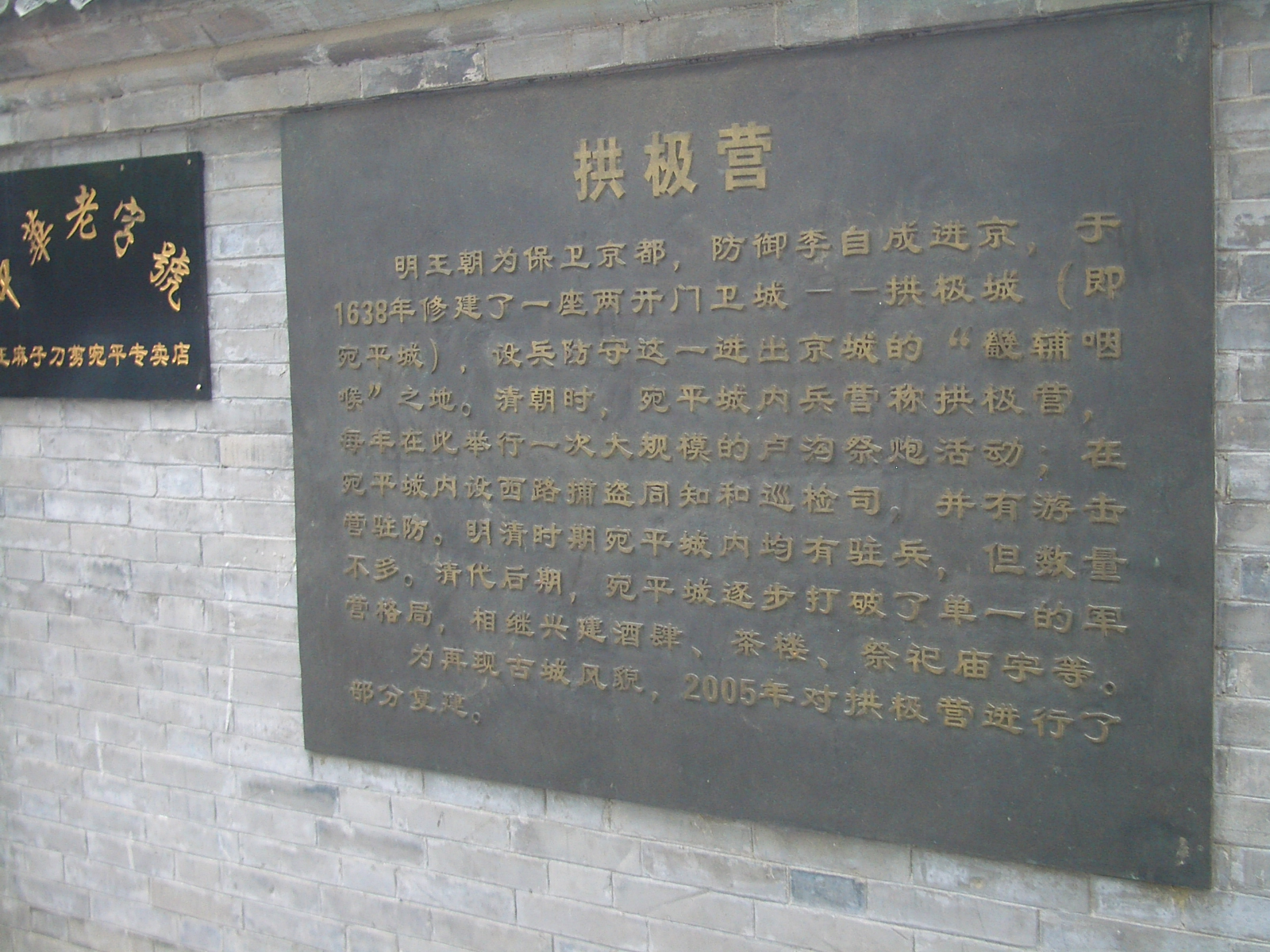
2005年在宛平城西门内复建拱极营，这是拱极营外的说明牌。

从宛平城内出土的《武俊碑》（现存卢沟桥历史博物馆）记载：拱极城“城楼两座，闸楼两座，瓮城两座，角台四座，角楼四座，中心台两座，敌楼两座，小敌楼两座。共房屋十二间，马道八道，门楼八间，城上旗杆十二根。”拱极城内置有驻军的拱极营。
拱极城因为是军事设施，所以形制与县城有别，且比县城规模小，东西长640米，南北宽约320米，距离卢沟桥数百米。城墙为砖石结构，城墙基础铺设六层条石，上面砌砖，内部填黄土及碎石，顶上铺面砖三层。拱极城有东门“顺治门”，西门“威严门”，并设有城楼和瓮城。南北城墙中心设有中心台，南曰“洪武”，北曰“北极”，台上设有敌楼。拱极城的四角原来有角台，上面有角楼，下设辅房。城墙顶上四周的外侧设有矮墙垛口，垛口上有望孔，下有射眼，垛口上还加有一层盖板。拱极城没有一般县城的街巷、市场、钟鼓楼等设施。城内只有一条连接东门和西门的石板路，路两旁分设兵营、驿站等设施。直到1929年宛平县政府迁入城内，始设有县公署。
城内现有建筑有：
- 城内街：2003年起，宛平城内复建了宛平县公署、卢沟驿、兴隆寺、拱极营等建筑，同时还新建了戏楼等景点。城内街成为一条明清文化步行街，展示老北京民俗文化。北京泥人张、老北京胡同张、老北京印象等老字号相继入住。城内街上还先后设立了王麻子刀剪博物馆、万家灯管、湘人馆等博物馆。[6]在2000年代的宛平城修缮工程中，城内街的柏油路被翻开，发现了一条石板路的片段，但石板路的大部分石板已在过去修城市排雨管线时被破坏。于是，宛平城修缮工程参考残存的石板路的样式，将城内街铺上凹凸不平的大石块，延伸至瓮城的部分还被打磨出4道车辙印。[8]
- 拱极营：明朝建拱极城后，设兵防守。清朝时，该城兵营称“拱极营”，每年举办一次大规模的卢沟祭炮活动；在城内设西路捕盗同知、巡检司，并设有游击营驻防。明清时期，城内驻兵人数不多。清朝后期，城内不再完全是军营，相继兴建酒肆、茶楼、庙宇。2005年，对宛平城内的拱极营进行了部分复建，为仿古建筑，位于西门内。[6]
- 卢沟驿：驿站是古代传递公文人员或来往官员歇宿、换马之所。明朝《宛署杂记》记载：“宛平县凡一十二铺，每铺设铺司一名”，属于徭役。明朝中后期，宛平县驿站“有屋数楹”。中华民国时期，设邮寄代办所，有信柜多处。2005年，复建宛平驿站。[6]
- 兴隆寺：位于宛平城西门内。始建于明朝。原来该寺有正殿三间，配殿六间。清朝《日下旧闻考》记载，“兴隆寺于康熙六年重修，有开建十方院碑，吏科给事中赵之苻撰。磬一，明成化六年铸，钟一，上勒万历丁未敕赐护国广慈寺字。”该寺倒塌后，寺内供器、钟、磬等物被全部变卖。兴隆寺原物多已遗失，木制物品烧毁，大钟遭日军掠走。1958年兴隆寺被拆毁，如今仅存大殿遗址（遗址上有新建筑物）及东配房三间。[6]
- 宛平县公署：位于宛平城内中心。民国十七年（1928年）宛平县政府迁到拱极城内，拱极城始称宛平城，将城内河路厅、城外龙王庙各房屋作为宛平县政府机关临时办公用房。民国二十三年（1934年），在宛平城内新建县公署，共有房屋六十多间。1937年七七事变后，宛平县政府外迁至长辛店老爷庙。因七七事变时遭到日军炮击，宛平城内的宛平县公署大部分房屋被炸毁，仅存正房三间。1984年，丰台区人民政府公布宛平县公署为丰台区文物保护单位。1986年，中央决定在宛平县城内建中国人民抗日战争纪念馆，并将宛平县公署旧房拆除。宛平县公署不再列为文物保护单位。2004年，在宛平城东城门内不远处复建了宛平县公署，大门上挂有“宛平县衙”匾额。[6]
- 中国人民抗日战争纪念馆：位于宛平城内中心。[1]
- 宛平广场：位于宛平城内南北大街与东西大街交汇处，中国人民抗日战争纪念馆前。2005年3月，北京市市长王岐山、副市长张茅到中国人民抗日战争纪念馆现场视察后，决定在该馆南侧兴建馆前广场。2005年7月4日建成，占地面积约8000平方米，广场中央有“醒狮”铜雕。[6]
- 牌楼：卢沟桥广场上的卢沟桥头新建一座长6米、宽3米的牌楼，牌楼中间是题为《古桥神韵》的风景照片，其下有“卢沟桥”三个字采用毛泽东的书法风格，两侧分别是卢沟桥英文、日文简介，简介下是卢沟桥历史和七七事变情况。[5]
- 卢沟桥历史博物馆：位于卢沟桥北侧桥头。2008年9月10日正式对外开放。[5]

城外现有建筑有：

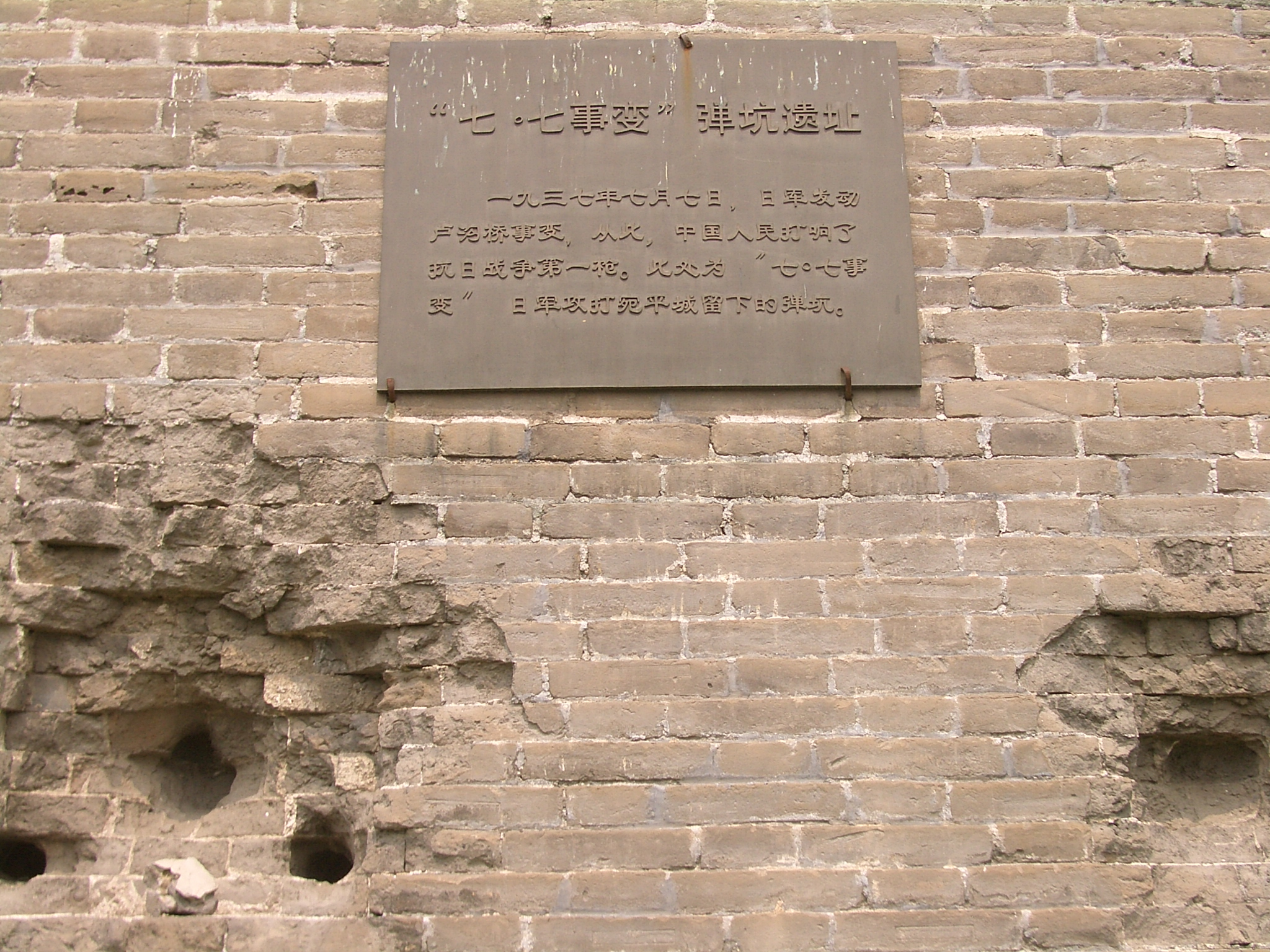
“七·七事变”弹坑遗址

- “七·七事变”弹坑遗址：位于宛平城南城墙外侧。城墙上的弹坑旁边挂有说明牌，牌上方标题为“‘七·七事变’弹坑遗址”，下面正文写有：“一九三七年七月七日，日军发动卢沟桥事变，从此，中国人民打响了抗日战争第一枪。这是‘七·七事变’日军攻打宛平城时留下的弹坑。”[6]
- 卢沟桥广场：位于卢沟桥东侧与宛平城西城门之间。2005年7月4日建成。南北宽80米，东西长260米，呈长方形，面积约2万平方米。广场位于下沉式的五环路的砼板上，成为唯一横跨五环路的广场。广场中央有条石板路连接卢沟桥与宛平城，并穿越宛平城。[5]“卢沟桥广场石刻”为北京市丰台区普查登记文物，其中包括6件石刻，石碑字迹已漫漶不清：[9]
  - 卢沟桥诗碑：碑高330厘米，厚31厘米，宽93厘米。螭首方座。碑文6行，满行12字。
  - 教养宜民碑：明代。碑高190厘米，厚22厘米，宽70厘米。底座高35厘米，宽95厘米。方首方座。额题“教养宜民”。
  - 哈哈雷碑：清代。高330厘米，厚32厘米，宽106厘米。麒麟碑首。
  - 重修卢沟河堤碑记：明代。碑通高396厘米，厚42厘米，宽105厘米。圆首龟座，额篆“重修卢沟河堤碑记”。年款为“大明弘治三年五月吉日立”。
  - 无字碑：碑高460厘米，厚35厘米，宽120厘米。汉白玉质，方首方座。
  - 武官：高300厘米，头部已损坏。[9]
- 大王庙：位于卢沟桥西端路北，又名“岱王庙”。中华民国初年，为京兆师范校舍。1937年，是国民革命军第二十九军吉星文团（219团）团部所在地。大王庙是明代建筑，现存二层戏楼和一层券门，券门为石制拱形,雕有龙形图案。现为全国重点文物保护单位卢沟桥的文物保护范围。[1]
- 中国人民抗日战争纪念雕塑园：位于宛平城南。[1]
- 赵登禹将军墓：位于宛平城东，西道口的京石高速公路西侧。